# Carteriospongia endivia
Carteriospongia endivia är en svampdjursart som först beskrevs av Jean-Baptiste Lamarck 1814.  Carteriospongia endivia ingår i släktet Carteriospongia och familjen Thorectidae. Inga underarter finns listade i Catalogue of Life.